# Karakoro
Karakoro – dopływ rzeki Senegal, którzy tworzy granicę między Mauretanią i Mali. Liczy 310 kilometrów, a jej dorzecze zajmuje obszar o powierzchni 20 000 km². Jej źródła znajdują się niedaleko miasta Kiffa w Mauretanii.